# 飞天艺术学院
飞天艺术学院又名飞天大学（英文名：Feitian Academy of the Arts），成立于2011年，坐落于美國纽约州中城，是一所具有法轮功背景、提供傳統音樂、美術與中國古典舞系統訓練的藝術高等院校，该校主要向神韵艺术团输送人才。飞天艺术学院和神韵艺术团总部均坐落于法轮功总部龙泉寺内。该校獲新英格兰高等教育委员会的认可。

## 簡介
飛天大學採取中英雙語教學，向學生提供中國古典舞和中西合璧的音樂課程，以及文化基礎教育，座落於纽约州中城附近的Galley Hill Road, Cuddebackville。飛天大學獲得美國新英格兰高等教育委员会的认可，並由美國官方特許認可營運高等教育，2011年起獲得纽约州政府董事會與教育专员的認證（註：該紐約州機構的國家高等教育認證權力，在2023年5月10結束，不再對任何學校更新認證。）。此外，飞天艺术学院在加州设有分校。
飛天藝術學院，是一所教授傳統音樂、藝術和中國古典舞的綜合性藝術學院，培育出的許多藝術家進入神韻藝術團。神韻藝術團，是中國古典舞與傳統音樂藝術團，宗旨是保護瀕臨滅絕的中國文化遺產，2006年由一群遭中共迫害的修煉法輪功的華人藝術家在紐約成立。

## 专业设置
- 艺术管理学士学位
- 中国古典舞学士学位
- 舞蹈学士学位
- 美术设计学士学位
- 舞台制作与设计学士学位
- 音乐表演学士学位
- 生物科学学士学位
- 数据科学学士学位
- 中国古典舞硕士学位
- 舞蹈硕士学位
- 美术硕士学位
- 音乐表演硕士学位
- 生物统计学硕士学位
- 数据科学硕士学位[15]